# Pellionia kabayensis
Pellionia kabayensis är en nässelväxtart som beskrevs av L. S. Gibbs. Pellionia kabayensis ingår i släktet Pellionia och familjen nässelväxter. Inga underarter finns listade i Catalogue of Life.